# 리처드 마퀀드
리처드 마퀀드(영어: Richard Marquand, 1937년 9월 22일 ~ 1987년 9월 4일)는 영국의 영화 감독이다. 마퀀드는 《바늘 구멍》(1981)에서 스릴 넘치는 연출력을 보여주었고, 이를 조지 루커스에게 인정 받아 스타워즈 첫 삼부작의 마지막 작품 《스타워즈 에피소드 6 - 제다이의 귀환》(1987)의 감독으로 지목되었다.

## 연출 작품

### 영화
- 에드워드 2세 (1970) - 텔레비전 영화
- 악령의 유산 (1978)
- 비틀즈의 탄생 (1979, Birth of the Beatles)
- 바늘 구멍 (1981)
- 스타워즈 에피소드 6 - 제다이의 귀환 (1983)
- Until September (1984)
- 톱니 바퀴의 칼날 (1985)
- 하트 오브 화이어 (1987)
- 탈주자 (1993)

### 텔레비전
- NBC Special Treat (1976) - "Luke Was There" 편, "Big Henry and the Polka Dot Kid" 편